# مركز المكتبة الرقمية على الإنترنت
الشركة المدمجة للمكتبة الرقمية على الإنترنت  (بالإنجليزية: Online Computer Library Center "OCLC Inc") هي شركة تقوم بأعمال تجارية مثل المكتبة الرقمية على الإنترنت (OCLC)، وتعرف بأنها منظمة تعاونية أمريكية غير ربحية «مكرسة للأغراض العامة وزيادة الوصول إلى المعلومات العالمية وخفض تكاليف المعلومات». تأسست عام 1967 باسم مركز مكتبة كلية أوهايو، ثم أصبحت يعد توسعها مركز مكتبة الكمبيوتر عبر الإنترنت، في عام 2017، تم تغيير الاسم رسميًا إلى .OCLC,Inc. المكتبة الرقمية على الإنترنت والمكتبات الأعضاء التابعة لها بشكل تعاوني تنتج وتحافظ على الفهرس العالمي (WorldCat)، أكبر فهرس وصول عام عبر الإنترنت (OPAC) في العالم. يتم تمويل المكتبة الرقمية بشكل رئيسي من خلال الرسوم المالية للمكتبات مقابل خدماتها (حوالي 200 مليون دولار سنويًا اعتبارًا من 2016). تحتفظ المكتبة الرقمية أيضًا بنظام تصنيف ديوي العشري.

## التاريخ
بدأت المكتبة الرقميّة على الإنترنت (OCLC) عام 1967، باسم مركز مكتبة كلية أوهايو، عبْر تعاون يجمع رؤساء الجامعة ونوابهم، ومديري المكتبات الّذين أرادوا إنشاء شبكة تعاونيّة محوسبة للمكتبات في ولاية أوهايو. اجتمعت المجموعة أول مرّة في 1967 يوليو 5، في حرم جامعة ولاية أوهايو للتوقيع على بنود التأسيس للمنظمة غير الربحيّة  واستدعي فريدريك ك. كيلكور، أمين مكتبة كلية الطب في جامعة ييل سابقاً، لتصميم نظام الفهرسة. رغب كيلكور في دمج أحدث نظام لتخزين واسترجاع المعلومات في ذلك الوقت (الحاسوب) مع أقدم مكتبة. 

كانت الخطة تقوم على دمج فهارس مكتبات أوهايو إلكترونيّاً من خلال شبكة حاسوبيّة وقاعدة بيانات لتبسيط العمليّات، والتّحكم في التكاليف، وزيادة الكفاءة في إدارة المكتبات، وجمع المكتبات معاً لتتبع المعلومات العالمية بشكل تعاوني وذلك في سبيل خدمة الباحثين والعلماء بشكل أفضل. أول مكتبة تقوم بالفهرسة عبر الإنترنت من خلال المكتبة الإلكترونية (OCLC) كانت مكتبة ألدن في جامعة أوهايو في 26 أغسطس 1971. لتصبح أول مكتبة مفهرسة على الإنترنت عالمياً.
تعتمد العضويّة في المكتبة الإلكترونية (OCLC) على استخدام الخدمات ومساهمة البيانات. بين عامي 1967 و 1977، اقتصرت العضويّة بادئ الأمر على المؤسسات التعليميّة والمعاهد في ولاية أوهايو، ولكن في عام 1978، تم إنشاء هيكل جديد للتحكم سمح لمؤسسات من دول أخرى بالانضمام. في عام 2002، عُدّلَ هيكل التحكم مرة أخرى لاستيعاب المشاركة من خارج الولايات المتحدة.
مع توسيع المكتبة الإلكترونية لخدماتها إلى مقاطعات أخرى في الولايات المتحدة الأميركية، اعتمدت على إقامة شراكات إستراتيجية مع «شبكات» وهي المنظمات التي قدمت خدمات التدريب والدعم والتسويق.
بحلول عام 2008، كان هناك 15 من مقدمي الخدمات الإقليميين المستقلين للولايات المتحدة. لعبت شبكات المكتبة دورًا رئيسيًا في تشكيل حكومة المكتبة الإلكترونية، حيث تنتخب الشبكات المندوبين للعمل في مجلس أعضاء المكتبة. خلال عام 2008، كلفت المكتبة الإلكترونية دراستين للنظر في قنوات التوزيع. وفي الوقت نفسه، وافق المجلس على تغييرات حكومية أوصى بها مجلس الأمناء لقطع الصلة بين الشبكات وآلية التحكم. في أوائل عام 2009، تفاوضت المكتبة الإلكترونية على عقود جديدة مع الشبكات السابقة وافتتح مركز دعم مركزي.

## خدمات
توفر المكتبة الإلكترونية على الإنترنت ببليوجرافيا، موجز ومعلومات كاملة لأي شخص.
قسم المكتبة الإلكترونية (OCLC) والمكتبات الأعضاء فيه بشكل تعاوني إنتاج وصيانة الفهرس العامي - الفهرس الموحد للمكتبة الإلكترونية OCLC، أكبر فهرس وصول عام عبر الإنترنت (OPAC) في العالم. لدى الفهرس العالمي (World Cat) سجلات من مكتبات عامة وخاصة حول العالم.
حصل مركز مكتبة الكمبيوتر على الإنترنت على العلامة التجارية وحقوق النشر المرتبطة بنظام تصنيف ديوي العشري عندما اشترت (Forest Press) عام 1988 الذي هو متصفح للكتب التي تحتوي على تصنيفات ديوي العشرية كانت متاحة حتى يوليو 2013 ؛ ثم استبدل بخدمة التصنيف.
كانت المكتبة الإلكترونية على الإنترنت تقدم خدمة الحفظ المصغر
. ابتداء من عام 1971، أنتجت OCLC فهرس مكتبة للأعضاء إلى جانب فهرسها المشترك عبر الإنترنت، قامت الشركة بطباعة فهرس المكتبات الأخير في 1 أكتوبر 2015. بتقنية مايكروفيلم والرقمنة وتدعى باسم OCLC Preservation Service Center، وذلك حتى أغسطس عام 2009، عندما تم بيعها ومكتبها الرئيسي في بيت لحم في ولاية بنسلفانيا. إلى Backstage Library Works،

## البرمجيات
تعمل المكتبة الإلكترونية تجارياً ببيع برمجيات، مثل CONTENTdm لإدارة المجموعات الرقمية. كما توفر نظام الاكتشاف الببليوجرافي WorldCat Discovery، والذي يسمح للمستفيدين من المكتبة باستخدام واجهة بحث واحدة للوصول إلى فهرس المؤسسة والكتب الإلكترونية واشتراكات قاعدة البيانات وغير ذلك.

## الأبحاث
تقوم OCLC بإجراء أبحاث لمجتمع المكتبات منذ أكثر من 30 عامًا. وفقا لمهمتها، تتيح OCLC معرفة نتائج أبحاثها عبر مختلف المنشورات. هذه المنشورات، بما في ذلك المقالات الصحفية والتقارير والنشرات الإخبارية والعروض التقديمية تكون متاحة من خلال موقع المنظمة على الإنترنت.
- منشورات OCLC - مقالات بحثية من مجلات متنوعة بما في ذلك مجلة Code4Lib، وأبحاث OCLC، والمراجع وخدمات المستخدمين الفصلية، وأخبار مكتبات الكليات والبحوث، ومجلة المكتبات الفنية، والرسالة الإخبارية للجمعية الوطنية للتعليم. يتم عرض أحدث المنشورات أولاً، كما تتوفر جميع الموارد مؤرشفة، بدءًا من عام 1970.[22]
- تقارير العضوية - عدد من التقارير المهمة حول مواضيع بدءاُ من المرجع الافتراضي في المكتبات إلى تصورات حول تمويل المكتبة.[23]
- الرسائل الإخبارية - الرسائل الإخبارية الحالية والأرشيفية للمكتبة ومجتمع الأرشيف.[24]
- العروض التقديمية - عروض تقديمية من كل من المتحدثين الضيوف وأبحاث OCLC من المؤتمرات والبث عبر الإنترنت والأحداث الأخرى. يتم تنظيم العروض التقديمية في خمس فئات: العروض التقديمية للمؤتمر، وعروض ديوي، وسلسلة الندوات المميزة، والعروض التقديمية للضيوف، والعروض التقديمية لفريق البحث.[25]

## الدعم
يعد الدعم جزءاً من مهمة OCLC منذ تأسيسها في عام 1967. يلتقي أعضاء OCLC ويعملون بانتظام مع مديري المكتبات وخبراء المعلوماتية والباحثين ورجال الأعمال والقادة السياسيين والأمناء والطلاب والرعاة للدعوة إلى «تطوير البحث والمنح الدراسية والتعليم وتنمية المجتمع والوصول إلى المعلومات والتعاون العالمي».
WebJunction هو قسم من OCLC ممول بمنحة من مؤسسة بيل وميليندا غيتس، والتي توفر خدمات التدريب لأمناء المكتبات.
بدأت حملة OCLC باسم «مهووس المكتبة» عام 2009، تسلط الضوء على دور المكتبات العامة. وهي خطوة إستراتيجية تستند إلى نتائج تقرير OCLC لعام 2008، «من الوعي إلى التمويل: دراسة لدعم المكتبة في أمريكا»، قامت بتموليها منحة من مؤسسة بيل وميليندا غيتس.
ركزت حملات المناصرة السابقة الأخرى على تبادل المعرفة المكتسبة من أبحاث المكتبات والمعلومات. تضمنت هذه المشاريع مجتمعات مثل جمعية المحفوظات الأمريكية، ومبادرة الأرشيف المفتوح، ومعهد خدمات المتاحف والمكتبات، والمنظمة الدولية للتوحيد القياسي، والمنظمة الوطنية لمعايير المعلومات، واتحاد شبكة الويب العالمية، وفرقة عمل هندسة الإنترنت، والإنترنت 2. إحدى أكثر المساهمات نجاحًا في هذا الجهد كانت مبادرة Dublin Core Metadata، وهي منتدى مفتوح للمكتبات ودور المحفوظات والمتاحف ومنظمات التكنولوجيا وشركات البرمجيات التي تعمل معًا لتطوير معايير بيانات التعريف القابلة للتشغيل عبر الإنترنت والتي تدعم مجموعة واسعة من الأغراض ونماذج الأعمال."
دخلت OCLC في شراكة مع موفريْ محركات البحث في عام 2003، بهدف الدعوة للمكتبات ومشاركة المعلومات على نظاق أوسع على الإنترنت. مثل محركات بحث جوجل، وياهو!، كما تعاون موقع Ask.com مع المكتبة الإلكترونية على الإنترنت لجعل سجلات الفهرس العالمي قابلة للبحث من خلال محركات البحث تلك.

## قاعدة بيانات على الإنترنت: الفهرس العالمي
قاعدة بيانات الفهرس العالمي الخاصة بـالمكتبة الإلكترونية على الإنترنت تستخدم من قبل العامة وأمناء المكتبات للفهرسة والبحث. الفهرس العالمي متاح للعموم للبحث عن طريق خدمة الاشتراك على شبكة الإنترنت تسمى FirstSearch، وكذلك من خلال الموقع العام WorldCat.org.

## المعرفات والبيانات المرتبطة
يعين OCLC رقم تحكم فريد (يشار إليه باسم "OCN" لـ «رقم تحكم OCLC») لكل تسجيلة ببليوغرافية جديدة في الفهرس العالمي. يتم تعيين الأرقام بشكل تسلسلي، وحتى منتصف عام 2013 تم إنشاء أكثر من مليار OCNs. في سبتمبر 2013، أعلن OCLC أن هذه الأرقام موجودة في المجال العام، وإزالة الحاجز المتصور للاستخدام الواسع النطاق لـ OCN خارج OCLC نفسه. تربط أرقام التحكم سجلات الفهرس العالمي بسجلات نظام المكتبة المحلية من خلال توفير مفتاح مرجعي مشترك لسجل عبر المكتبات.
أرقام التحكم الفريدة (OCN) مفيدة بشكل خاص كما معرفات للكتب والمواد المرجعية الأخرى التي ليس لديها أرقام معيارية دولية (على سبيل المثال، كتب نشرت قبل عام 1970). يتم استخدام هذه الأرقام الفريدة كمعرفات غالبًا في ويكيبيديا العربية وويكي بيانات.
في أكتوبر 2013، أفيد أنه من بين 29,673 حالة من صندوق معلومات في ويكيبيديا، «كان هناك 23,304 رقم ISBN و 15,226 رقم OCN»، وفيما يتعلق بالويكي بيانات: «من حوالي 14 مليون عنصر في ويكي بيانات، هناك 28,741 كتابًا و 5403 من عناصر ويكي داتا لها أرقام ISBN مرتبطة بهم، و 12262 لديهم أرقام OCN».
تدير OCLC أيضًا ملف الهيئة الدولية الافتراضية (VIAF)، وهو ملف هيئة الأسماء الدولية. تُستخدم أرقام VIAF على نطاق واسع كمُعرفات قياسية.

## مقتنيات الشركة

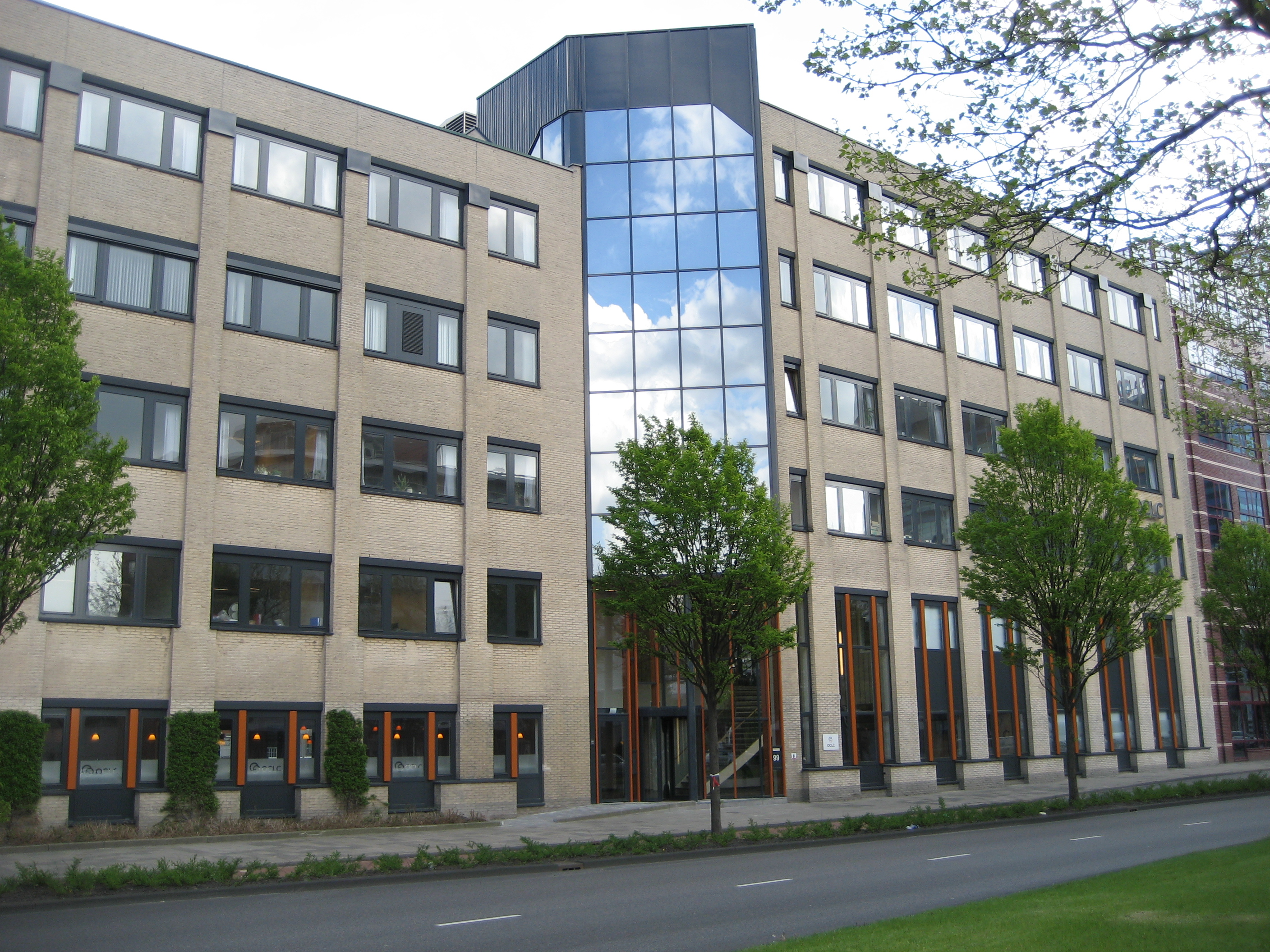
مكاتب OCLC في ليدن (هولندا)

في عام 2002، اشترت شركة OCLC مزود نت لايبراري، وهي مزود للكتب الصوتية والكتب الإلكترونية، وباعتها في 2010 إلى شركة صناعات إيبسكو. تمتلك شركة OCLC كامل أسهم شركة OCLC PICA، التي هي شركة أنظمة وخدمات أتمتة المكتبات ومقرها الرئيسي في ليدن في هولندا وقد أعيد تسميتها إلى "OCLC" في نهاية عام 2007. في يوليو 2006، اندمجت مجموعة مكتبات الأبحاث (RLG) مع OCLC. في 11 يناير 2008، أعلنت OCLC أنها اشترت EZproxy. كما استحوذت على OAIster بدءاً من يناير 2009، وفي 31 أكتوبر 2009 أصبحت تتوفر سجلات OAIster مجانًا عبر WorldCat.org. في يناير 2015، استحوذت OCLC على خدمات التحصيل المستدام (SCS). قدمت خدمات استشارية في تحليل البيانات المجموعات المطبوعة للمكتبة وذلك لمساعدة المكتبات على إدارة المواد ومشاركتها. في عام 2017، استحوذت OCLC على ريلايس إنترناشيونال (Relais international)، وهي مزود خدمة قرض مكتبة بين المكتبات مقرها في أوتاوا، كندا.

## الانتقادات
في مايو 2008، تم انتقاد المكتبة الإلكترونية على الإنترنت (OCLC) من قبل جيفري بيل بسبب أعمالها الاحتكارية، من بين أخطاء أخرى. رد مدون المكتبة ريك ماسون أنه على الرغم من أنه يعتقد أن بيل لديه بعض «الانتقادات الصحيحة» لـ OCLC، فقد اعترض على بعض تصريحات بيل وحذر القراء من «احذر من الغلو والطبيعة الشخصية لنقده، لأنهم يطغون بشدة على ما يستحق تفيد».
في نوفمبر 2008، أصدر مجلس إدارة OCLC سياسة جديدة من جانب واحد لاستخدام ونقل تسجيلات الفهرس العالمي، وأصبحت تطلب من المكتبات الأعضاء تضمين مذكرة سياسة OCLC في تسجيلاتها الببليوجرافية، تسببت السياسة في إثارة الصخب والاحتجاجت بين المدونين في المكتبات. من بين الذين احتجوا على السياسة كان الناشط غير المكتبي آرون شوارتز، الذي اعتقد أن السياسة ستهدد مشاريع مثل المكتبة المفتوحة، وزوتيرو، وويكيبيديا، والذي بدأ عريضة «لوقف OCLC من انتزاع السلطة» (Stop the OCLC powergrab). حصلت العريضة على 858 توقيعًا، لكن تفاصيل أفعاله المقترحة لم يتم الالتفات إليها إلى حد كبير. في غضون بضعة أشهر، أجبر مجتمع المكتبات إدارة المكتبة الإلكترونية OCLC على التراجع عن سياستها وإنشاء مجلس مراجعة للتشاور مع المكتبات الأعضاء بشكل أكثر شفافية. في أغسطس 2012، أوصت OCLC بأن تعتمد المكتبات الأعضاء ترخيص نسبة البيانات العامة الحرة (ODC-BY) عند مشاركة بيانات فهرس المكتبة، على الرغم من أن بعض المكتبات الأعضاء لديها اتفاقيات صريحة مع OCLC يمكنها نشر بيانات الكتالوج باستخدام رخصة المشاع الابداعي CC0.
في يوليو 2010، رفعت دعوى قضائية ضد الشركة من قبل SkyRiver، شركة ناشئة منافسة، دعوى مكافحة الاحتكار. انضمت شركة Innovative Interfaces إلى جانب SkyRiver في دعوتها. لكنه تم إسقاط الدعوى في مارس 2013، ومن ثم قامت شركة Innovative Interfaces بشراء شركة SkyRiver.

## روابط خارجية
- الموقع الرسمي
- مركز المكتبة الرقمية على الإنترنت على موقع الموسوعة البريطانية (الإنجليزية)